# Kazahsztán az 1994. évi téli olimpiai játékokon
Kazahsztán a norvégiai Lillehammerben megrendezett 1994. évi téli olimpiai játékok egyik részt vevő nemzete volt. Az országot az olimpián 8 sportágban 29 sportoló képviselte, akik összesen 3 érmet szereztek. Kazahsztán önállóan először vett részt az olimpiai játékokon, és a sífutó Vlagyimir Szmirnov révén első olimpiai aranyérmét is megszerezte.

## Érmesek
| Érem  | Versenyző          | Sportág | Versenyszám               |
| ----- | ------------------ | ------- | ------------------------- |
| Arany | Vlagyimir Szmirnov | Sífutás | Férfi 50 km               |
| Ezüst | Vlagyimir Szmirnov | Sífutás | Férfi 10 km               |
| Ezüst | Vlagyimir Szmirnov | Sífutás | Férfi 15 km üldözőverseny |

## Alpesisí
Férfi
| Versenyző       | Versenyszám | Eredmény | Helyezés |
| --------------- | ----------- | -------- | -------- |
| Andrej Kolotvin | Lesiklás    | 1:50,39  | 43.      |

| Versenyző       | Versenyszám | Lesiklás | Lesiklás | Műlesiklás | Műlesiklás | Műlesiklás | Műlesiklás | Műlesiklás | Műlesiklás | Összesítés | Összesítés |
| Versenyző       | Versenyszám | Lesiklás | Lesiklás | 1. futam   | 1. futam   | 2. futam   | 2. futam   | Össz.      | Össz.      | Összesítés | Összesítés |
| Versenyző       | Versenyszám | Idő      | Hely.    | Idő        | Hely.      | Idő        | Hely.      | Idő        | Hely.      | Idő        | Helyezés   |
| --------------- | ----------- | -------- | -------- | ---------- | ---------- | ---------- | ---------- | ---------- | ---------- | ---------- | ---------- |
| Andrej Kolotvin | Összetett   | 1:41,14  | 36.      | 58,54      | 34.        | 54,91      | 31.        | 1:53,45    | 30.        | 3:34,59    | 29.        |

Női
| Versenyző       | Versenyszám            | Eredmény | Helyezés |
| --------------- | ---------------------- | -------- | -------- |
| Olga Vegyacseva | Lesiklás               | 1:38,58  | 24.      |
| Olga Vegyacseva | Szuperóriás-műlesiklás | 1:26,66  | 37.      |

| Versenyző       | Versenyszám | Lesiklás | Lesiklás | Műlesiklás | Műlesiklás | Műlesiklás | Műlesiklás | Műlesiklás | Műlesiklás | Összesítés | Összesítés |
| Versenyző       | Versenyszám | Lesiklás | Lesiklás | 1. futam   | 1. futam   | 2. futam   | 2. futam   | Össz.      | Össz.      | Összesítés | Összesítés |
| Versenyző       | Versenyszám | Idő      | Hely.    | Idő        | Hely.      | Idő        | Hely.      | Idő        | Hely.      | Idő        | Helyezés   |
| --------------- | ----------- | -------- | -------- | ---------- | ---------- | ---------- | ---------- | ---------- | ---------- | ---------- | ---------- |
| Olga Vegyacseva | Összetett   | 1:29,74  | 18.      | 56,89      | 21.        | 54,24      | 20.        | 1:51,13    | 19.        | 3:20,87    | 19.        |

## Biatlon
Férfi
| Versenyző      | Versenyszám  | Lövőhiba    | Időeredmény | Helyezés |
| -------------- | ------------ | ----------- | ----------- | -------- |
| Dmitrij Pantov | 10 km sprint | 5 (2+3)     | 31:54,2     | 48.      |
| Dmitrij Pantov | 20 km egyéni | 6 (1+1+2+2) | 1:03:29,8   | 51.      |

Női
| Versenyző   | Versenyszám   | Lövőhiba    | Időeredmény | Helyezés |
| ----------- | ------------- | ----------- | ----------- | -------- |
| Inna Seskil | 7,5 km sprint | 2 (0+2)     | 26:13,9     | 4.       |
| Inna Seskil | 15 km egyéni  | 5 (1+3+1+0) | 56:16,5     | 29.      |

## Gyorskorcsolya
Férfi
| Versenyző           | Versenyszám | Eredmény | Helyezés |
| ------------------- | ----------- | -------- | -------- |
| Ragyik Bikcsentajev | 1500 m      | 1:56,73  | 29.      |
| Ragyik Bikcsentajev | 5000 m      | 6:58,17  | 16.      |
| Vlagyimir Klepinyin | 500 m       | 38,09    | 33.      |
| Vlagyimir Klepinyin | 1000 m      | 1:15,99  | 34.      |
| Jevgenyij Szanarov  | 5000 m      | 6:59,02  | 19.      |
| Jevgenyij Szanarov  | 10 000 m    | 14:21,12 | 14.      |
| Vagyim Szajutyin    | 1500 m      | 1:57,03  | 30.      |
| Vagyim Szajutyin    | 5000 m      | 7:01,93  | 27.      |
| Vagyim Saksakbajev  | 500 m       | 37,07    | 12.*     |
| Vagyim Saksakbajev  | 1000 m      | 1:15,06  | 20.      |
| Szergej Cibenko     | 1500 m      | 1:57,43  | 33.      |

Női
| Versenyző                        | Versenyszám | Eredmény | Helyezés |
| -------------------------------- | ----------- | -------- | -------- |
| Ljudmila Prokasova               | 3000 m      | 4:19,33  | 4.       |
| Ljudmila Prokasova               | 5000 m      | 7:28,58  | 6.       |
| Kenzses Szarszekenova-Orinbajeva | 3000 m      | 4:45,56  | 24.      |

* - egy másik versenyzővel azonos eredményt ért el

## Műkorcsolya
| Versenyző                                    | Versenyszám | Kötelező tánc 1   | Kötelező tánc 1 | Kötelező tánc 1 | Kötelező tánc 2   | Kötelező tánc 2 | Kötelező tánc 2 | Eredeti (original) tánc | Eredeti (original) tánc | Eredeti (original) tánc | Kűr               | Kűr   | Kűr         | Összesítés         | Összesítés |
| Versenyző                                    | Versenyszám | Több. hely. száma | Hely.           | Hely. pont.     | Több. hely. száma | Hely.           | Hely. pont.     | Több. hely. száma       | Hely.                   | Hely. pont.             | Több. hely. száma | Hely. | Hely. pont. | Helyezési pontszám | Helyezés   |
| -------------------------------------------- | ----------- | ----------------- | --------------- | --------------- | ----------------- | --------------- | --------------- | ----------------------- | ----------------------- | ----------------------- | ----------------- | ----- | ----------- | ------------------ | ---------- |
| Jelizaveta Sztyekolnyikova Dmitrij Kazarliga | Jégtánc     | 5×16+             | 17.             | 3,4             | 8×17+             | 17.             | 3,4             | 6×17+                   | 17.                     | 10,2                    | 9×18+             | 18.   | 18,0        | 35,0               | 18.        |

## Rövidpályás gyorskorcsolya
Női
| Versenyző         | Versenyszám | Előfutam | Előfutam | Negyeddöntő | Negyeddöntő | Elődöntő | Elődöntő | B döntő | B döntő | Döntő   | Döntő   | Helyezés |
| Versenyző         | Versenyszám | Idő      | Hely.    | Idő         | Hely.       | Idő      | Hely.    | Idő     | Hely.   | Idő     | Hely.   | Helyezés |
| ----------------- | ----------- | -------- | -------- | ----------- | ----------- | -------- | -------- | ------- | ------- | ------- | ------- | -------- |
| Jelena Szinyicina | 500 m       | 50,36    | 3.       | kiesett     | kiesett     | kiesett  | kiesett  | kiesett | kiesett | kiesett | kiesett | 21.      |
| Jelena Szinyicina | 1000 m      | kizárták | kizárták | kiesett     | kiesett     | kiesett  | kiesett  | kiesett | kiesett | kiesett | kiesett | kiesett  |

## Síakrobatika
Mogul
| Versenyző          | Versenyszám | Selejtező | Selejtező | Döntő   | Döntő    |
| Versenyző          | Versenyszám | Pont      | Helyezés  | Pont    | Helyezés |
| ------------------ | ----------- | --------- | --------- | ------- | -------- |
| Alekszej Bannyikov | Férfi       | 22,98     | 21.       | kiesett | kiesett  |

## Sífutás
Férfi
| Versenyző                                                       | Versenyszám         | Eredmény  | Helyezés |
| --------------------------------------------------------------- | ------------------- | --------- | -------- |
| Nyikolaj Ivanov                                                 | 10 km               | 25:48,3   | 16.      |
| Nyikolaj Ivanov                                                 | 15 km üldözőverseny | 39:50,5   | 19.      |
| Nyikolaj Ivanov                                                 | 30 km               | 1:20:53,9 | 40.      |
| Nyikolaj Ivanov                                                 | 50 km               | 2:22:59,1 | 50.      |
| Pavel Koroljov                                                  | 30 km               | 1:23:25,3 | 53.      |
| Szergej Margackij                                               | 50 km               | 2:21:57,9 | 45.      |
| Andrej Nyevzorov                                                | 10 km               | 26:45,9   | 37.      |
| Andrej Nyevzorov                                                | 15 km üldözőverseny | 41:12,9   | 31.      |
| Andrej Nyevzorov                                                | 30 km               | 1:21:14,5 | 42.      |
| Pavel Rjabinyin                                                 | 10 km               | 26:41,7   | 34.      |
| Pavel Rjabinyin                                                 | 15 km üldözőverseny | 40:45,6   | 26.      |
| Pavel Rjabinyin                                                 | 50 km               | 2:18:08,1 | 29.      |
| Vlagyimir Szmirnov                                              | 10 km               | 24:38,3   |          |
| Vlagyimir Szmirnov                                              | 15 km üldözőverseny | 36:18,0   |          |
| Vlagyimir Szmirnov                                              | 30 km               | 1:16:01,8 | 10.      |
| Vlagyimir Szmirnov                                              | 50 km               | 2:07:20,3 |          |
| Nyikolaj Ivanov Pavel Koroljov Andrej Nyevzorov Pavel Rjabinyin | 4 × 10 km váltó     | 1:47:41,3 | 9.       |

Női
| Versenyző                                                          | Versenyszám         | Eredmény  | Helyezés |
| ------------------------------------------------------------------ | ------------------- | --------- | -------- |
| Jelena Csernyecova                                                 | 5 km                | 16:28,8   | 49.      |
| Jelena Csernyecova                                                 | 10 km üldözőverseny | 35:46,4   | 53.      |
| Jelena Csernyecova                                                 | 15 km               | 49:56,7   | 53.      |
| Jelena Csernyecova                                                 | 30 km               | 1:38:17,0 | 46.      |
| Okszana Kotova                                                     | 5 km                | 16:40,7   | 56.      |
| Okszana Kotova                                                     | 10 km üldözőverseny | 34:03,6   | 48.      |
| Okszana Kotova                                                     | 15 km               | 47:02,1   | 43.      |
| Okszana Kotova                                                     | 30 km               | 1:38:34,1 | 47.      |
| Natalja Stajmec                                                    | 5 km                | 16:33,4   | 52.      |
| Jelena Vologyina                                                   | 5 km                | 15:49,7   | 33.      |
| Jelena Vologyina                                                   | 10 km üldözőverseny | 32:53,1   | 38.      |
| Jelena Vologyina                                                   | 15 km               | 47:35,6   | 47.      |
| Jelena Vologyina                                                   | 30 km               | 1:31:43,1 | 21.      |
| Natalja Stajmec Jelena Csernyecova Okszana Kotova Jelena Vologyina | 4 × 5 km váltó      | 1:03:13,0 | 13.      |

## Síugrás
| Versenyző           | Versenyszám | 1. ugrás | 1. ugrás | 2. ugrás | 2. ugrás | Összesítés | Összesítés |
| Versenyző           | Versenyszám | Pont     | Hely.    | Pont     | Hely.    | Pont       | Helyezés   |
| ------------------- | ----------- | -------- | -------- | -------- | -------- | ---------- | ---------- |
| Andrej Vervejkin    | Normálsánc  | 102,0    | 37.*     | 119,5    | 12.*     | 221,5      | 24.        |
| Andrej Vervejkin    | Nagysánc    | 72,0     | 32.*     | 62,1     | 37.      | 134,1      | 37.        |
| Alekszandr Kolmakov | Normálsánc  | 89,5     | 48.      | 76,0     | 43.      | 165,5      | 46.        |
| Alekszandr Kolmakov | Nagysánc    | 52,6     | 45.      | 44,3     | 48.      | 96,9       | 48.        |
| Kajrat Bijekenov    | Normálsánc  | 91,0     | 47.      | 66,5     | 50.      | 157,5      | 49.        |
| Kajrat Bijekenov    | Nagysánc    | 7,3      | 58.      | 27,9     | 58.      | 35,2       | 58.        |